# Bianca Schmidt
Bianca Ursula Schmidt (* 23. Januar 1990 in Gera) ist eine deutsche Fußballspielerin. Die Abwehrspielerin spielt aktuell für den 1. FFC Turbine Potsdam, bei dem sie den größten Teil ihrer Karriere verbrachte und vier deutsche Meistertitel gewann. Zwischenzeitlich war sie auch für den 1. FFC Frankfurt und den FC Rosengård aktiv. Sowohl mit Potsdam (2010) als auch mit Frankfurt (2015) gewann sie jeweils die UEFA Women’s Champions League. Zudem bestritt sie 51 Länderspiele in der deutschen Nationalmannschaft und wurde mit dieser zweimal Europameister.

## Karriere

### Vereine
Bianca Schmidt kam durch ihre zwei älteren Brüder zum Fußball und begann ihre Karriere im Alter von sieben Jahren. Ihr erster Verein war der VfB Gera, von dem sie schließlich aufgrund ihrer außergewöhnlichen Leistungen zum damals besten Verein der Stadt TSV 1880 Gera-Zwötzen wechselte, der nach einer Fusion ab 2003 1. FC Gera 03 hieß. Sie durchlief dort alle Altersklassen und war stets das einzige Mädchen in der Mannschaft. In der Saison 2005/06 war sie das einzige Mädchen in der B-Junioren-Landesliga Thüringen. Mädchenfußball kannte sie daher nur durch die Landesauswahlen und die Nationalmannschaften.
Im Sommer 2006 wechselte sie zum deutschen Meister 1. FFC Turbine Potsdam. Gleich im ersten Saisonspiel bei der SG Essen-Schönebeck wurde sie zum ersten Mal eingesetzt. Wenige Tage später erzielte sie im Spiel beim FFC Heike Rheine ihr erstes Bundesligator. Ihr erster Dreierpack in der Bundesliga gelang ihr am 22. April im Spiel gegen den SC 07 Bad Neuenahr. Mit acht Toren in ihrer ersten Bundesligasaison war sie nach Conny Pohlers die zweiterfolgreichste Spielerin ihrer Mannschaft. Im September 2007 wurde sie mit der Fritz-Walter-Medaille in Bronze ausgezeichnet. Ihren ersten nationalen Titel gewann sie, mittlerweile als rechte Außenverteidigerin spielend, am 12. Januar 2008, als sie mit den Turbinen den DFB-Hallenpokal gewann. Ein Jahr später folgte der Hallenpokal 2009. Beim Hallenpokal 2010, wo Potsdam zum dritten Mal in Folge siegte, stand sie auf eigenen Wunsch hin nicht im Aufgebot.
In den Jahren 2009 bis 2012 gewann Schmidt mit Turbine Potsdam viermal in Folge die deutsche Meisterschaft. Am 2. Mai 2010 erzielte sie per Kopf das 1:0-Siegtor über den SC 07 Bad Neuenahr, wodurch sich die Potsdamerinnen bereits am vorletzten Spieltag ihre Titelverteidigung sichern konnten. Am 20. Mai 2010 gewann sie mit ihrem Verein das Finale der UEFA Women’s Champions League 2009/10 mit 7:6 im Elfmeterschießen gegen Olympique Lyon, wobei sie im Elfmeterschießen als neunte und letzte Potsdamer Schützin antrat und verwandelte – Gegenspielerin Élodie Thomis traf anschließend nur die Querlatte.
Im Jahre 2011 verlor sie mit ihrer Mannschaft das DFB-Pokalfinale gegen den 1. FFC Frankfurt mit 1:2. Ab der Saison 2012/13 spielte Schmidt für den 1. FFC Frankfurt und gewann mit diesem die UEFA Women’s Champions League 2014/15. Am 14. März 2015, nach drei Jahren beim 1. FFC Frankfurt, verkündete Schmidt ihre Rückkehr zum 1. FFC Turbine Potsdam ab Beginn der Saison 2015/16. Dort verblieb sie sechs Jahre bis zu ihrem Wechsel zum schwedischen Erstligisten FC Rosengård im Jahr 2021.
Nachdem sie in den Spielzeiten 2021 bis 2023 für den FC Rosengård in 15 Punktspielen zum Einsatz gekommen war – ihr letztes bestritt sie am 2. Juli 2023 (16. Spieltag) in der noch nicht abgeschlossenen Spielzeit –, kehrte sie erneut zum inzwischen in die 2. Frauen-Bundesliga abgestiegenen 1. FFC Turbine Potsdam zurück. Ihre Rückkehr gab der Verein am 27. Juli 2023 auf seiner Website bekannt. Mit der Mannschaft aus Potsdam konnte sie sich den Meistertitel in der 2. Frauen-Bundesliga 2023/24 und damit den Wiederaufstieg in die Bundesliga sichern. Nach diesem Erfolg gab sie das Ende ihrer Karriere bekannt. Nach einigen Monaten als Teammanagerin beim 1. FFC Turbine Potsdam kehrte sie jedoch Anfang Oktober 2024 überraschend als Spielerin in die Mannschaft zurück.

### Nationalmannschaft
Ihr erstes Länderspiel absolvierte sie am 21. Mai 2005 für die U15-Nationalmannschaft in den Niederlanden. Insgesamt spielte sie viermal für diese Auswahl, blieb jedoch ohne Torerfolg. Im Sommer 2006 wurde sie mit der U17-Nationalmannschaft Dritte im Turnier um den Nordic-Cup in Finnland. In insgesamt elf Einsätzen für die Nachwuchsnationalmannschaft dieser Altersklasse erzielte sie fünf Tore.
Im November 2006 wurde Schmidt überraschend für das Länderspiel der A-Nationalmannschaft gegen Japan nominiert. Allerdings wurde sie nicht eingesetzt. Am 12. März 2007 debütierte sie in der U19-Nationalmannschaft im Turnier im spanischen La Manga del Mar Menor. In der U19 wurde sie jedoch als Abwehrspielerin eingesetzt. Im Juli 2007 wurde sie mit der U19-Nationalmannschaft in Island Europameister. Mit der U20-Nationalmannschaft belegte sie bei der Weltmeisterschaft 2008 in Chile den dritten Platz. 2010 wurde sie U20-Weltmeister im eigenen Land.
Am 25. Februar 2009 bestritt sie ihr erstes A-Länderspiel gegen China und wurde 2009 und 2013 mit der Nationalmannschaft Europameister. Bei der WM 2011 in Deutschland gehörte Schmidt zum Mannschaftskader.
Am 24. Mai 2015 gehörte sie unter Bundestrainerin Silvia Neid dem Aufgebot für die Weltmeisterschaft 2015 in Kanada an. Mit dem dritten Spiel in der Gruppe B (4:0 gegen Thailand) und dem mit 0:1 n. V. gegen England verlorenem Spiel um Platz 3 kam sie in zwei Turnierspielen zum Einsatz.

## Erfolge
Nationalmannschaft
- Europameister 2009, 2013
- U19-Europameister 2007
- U20-Weltmeister 2010
- Dritter U20-Weltmeisterschaft 2008
- Algarve-Cup-Sieger 2012, 2014

1. FFC Turbine Potsdam
- Champions League-Sieger 2010
- Deutscher Meister 2009, 2010, 2011, 2012
- DFB-Hallenpokal-Sieger 2008, 2009
- Meister der 2. Bundesliga: 2024

1. FFC Frankfurt
- Champions League-Sieger 2015
- DFB-Pokal-Sieger 2014

FC Rosengård
- Schwedischer Meister 2022
- Schwedischer Pokalsieger 2022

## Auszeichnungen
- Preisträgerin der Fritz-Walter-Medaille 2007 in Bronze

## Sonstiges
Schmidt war Schülerin der Sportschule Potsdam „Friedrich Ludwig Jahn“, wo sie das Abitur erlangte.
Neben dem Fußball war und ist Schmidt noch in der Leichtathletik, im Schwimmen und im Triathlon aktiv. 2002 wurde sie deutsche Vizemeisterin im Crosslauf. Zwei Jahre später wurde sie mitteldeutsche Meisterin über 2000 Meter. Ihre dadurch erworbene Ausdauer kommt ihr heute auf dem Fußballplatz zugute.
Von Dezember 2009 bis Mitte 2017 war sie Soldatin auf Zeit und gehörte der Sportfördergruppe der Bundeswehr an. Ihre Grundausbildung durchlief sie in Nienburg/Weser.
Seit Herbst 2016 absolviert sie im Rahmen des Berufsförderungsdienst der Bundeswehr als Mitglied der Sportfördergruppe der Polizei Brandenburg ein Bachelor-Studium zur Polizeikommissarin an der Fachhochschule der Polizei des Landes Brandenburg in Oranienburg.

## Trivia
Die Band The Schwarzenbach (das Kammerflimmer Kollektief mit Dietmar Dath) huldigte der Spielerin mit dem Song Tender Disquisitions (Bianca Schmidt) auf ihrem Album Farnschiffe von 2012.